# 盧大偉 (香港)
盧大偉（英語：David Lo Dai Wai，1944年2月18日—2016年3月4日），本名盧永福，香港男演員及主持，父親為上海商人，於上海出生，成長於香港，他在六兄弟姊妹中排行最小。家中兩兄長盧遠、蕭亮（原名盧永華）亦是圈中藝人。其有一格言「取之社會、用於社會，永不言休」。

## 個人履歷

### 入行
盧大偉畢業於香港華仁書院，曾於1965年在匯豐銀行工作近兩年後（1967年）報考麗的映聲第二期藝員訓練班，同期受訓的有李司棋及黃淑儀。可是未畢業即被調配至麗的電視藝員工作的綜藝節目《金玉滿堂》後出任主持，以及擔任記者、新聞報導員等。
1975年，盧大偉及後其兄弟蕭亮、一同獲周梁淑怡邀請並轉投無綫電視（TVB），展開的拍劇生涯，首部劇集之《功夫熱》及《相見好》；其後轉任節目主持，與歌星薰妮一同主持諷刺時弊節目《論盡天堂》。
1970至1980年代末開始，盧大偉在開始接拍電視劇，曾演出電視劇集及綜合性節目《歡樂今宵》擔任主持，以模仿其他藝人及名人等惹笑演出而聞名。當中較著名的包括模仿歌手夏韶聲及董驃、模仿美國魔術師大衛·高柏飛變走尖沙咀鐘樓，以及與沈殿霞合作跳芭蕾舞等。
至1990年代初期以後，盧大偉因不再與TVB續約，他選擇淡出香港娛樂圈，並開設製作公司，為娛樂活動找尋廣告贊助及投資者，及後移民加拿大。其後回港發展後他曾在有線電視主持電視節目。2007年，盧大偉演出電影《每當變幻時》，並參演無線電視在年底重新製作的《歡樂今宵》。同年起，曾先後出任第八、九屆香港演藝人協會的理事。至2013年宣布復出，與苗金鳳一同重返無綫電視，復出後首部拍攝的劇集是《女人俱樂部》、此劇集成為生前的最後一部作品，也是他在無綫的遺作。

### 其他
2012年初，有傳聞盧大偉他因癌病患上晚期大腸癌，而在2014年因癌病惡化，癌細胞轉移至肝臟並一度引發膽管炎，盧大偉拍攝的《天眼》後辭演無綫新劇，後改由于洋飾演「吳佐治」一角。

### 逝世
2016年3月4日，盧大偉因癌病復發醫治無效，早上6時49分於東區尤德夫人那打素醫院病逝，享壽72歲；2016年3月6日在翡翠台抽起本來於晚上10點半播出的節目《男人食堂》，改為直播特備節目《別了Gag王盧大偉》表示哀悼，並作最後致敬。

## 影視作品

### 電影
- 嘉賓（1977）
- 大男人（1977）
- 邪牌愛差人（1977）
- 天降橫財（1978）
- 愛欲狂潮（1978）
- 冤家（1979）
- 絕代雙驕 (1979)
- 鼓手（1980）
- 父子情（1981）
- 打雀英雄传（1981）
- 細圈仔（1982）
- 82家房客（1982）
- 邪完再邪（1982）
- 星際鈍胎（1982）
- 風生水起（1983）
- 三十處男（1984）
- 偷情（1984）
- 貓頭鷹與小飛象（1984）
- 反鬥妹（1985）
- 天使出更（1985）
- 打工奇遇記（1985）
- 爛賭英雄（1987）
- 开心巨无霸（1989）
- 屍家重地（1990）
- 每當變幻時（2007）
- 72家租客（2010）
- 我爱HK开心万岁（2011）
- 2012我爱HK喜上加囍（2012）
- 2013我爱HK恭囍发财（2013）
- Good Take!（2016）

### 電視劇

#### 無綫電視
- 功夫熱（1975）
- 盧氏三雄（1976）
- 相見好（1976）
- 三及第（1978）
- 甜姐兒（1978）
- 第三類房客（1978）
- 上海灘 (1980)
- 流氓皇帝（1981）飾 董舉人
- 突破 (1981)
- 女人俱樂部（2014）饰 巫華

#### 亞洲電視
- 亞視台慶（1993）
- 今日法庭（2008）
- 香港亂噏（2009）

#### 有線電視
- 歡樂性今宵（1993-1999）

#### 香港電台
- 小時候（1977）飾 基辛格父親

## 主持節目
- 金玉滿堂（1967）
- 論盡天堂（1979）
- 欢乐今宵（1985-1992）
- 零時話風情（1988）
- 週末夜遊人（1988）
- 週末諸色會社（1989）
- 香港豪情FIESTA（1990）
- WAKU WAKU 動物也瘋狂（1991）
- WAKU WAKU 動物再瘋狂（1992）
- 感官大觸覺（1992）
- 年代大激鬥（2014）

## 其他
- 爛GAG始祖盧大偉(1)（2009）
- 爛GAG始祖盧大偉(2)（2010）

## 舞台劇
- 2009年3月：《搶奪芳心喜自由》 （葵青劇院演藝廳）
- 2010年8月：《唯獨祢是王2010》 （沙田大會堂演奏廳）
- 2010年11月：《真愛不老》 （香港浸會大學大學會堂）

## 廣告
- 金舫牌水晶絲苗
- 新大華芬蘭浴（配音）

## 外部連結
- 盧大偉在香港影庫上的簡介